# Aitken
Aitken je priimek več znanih oseb:
- John Gordon Aitken (1897—1967), škotski nogometaš
- John Aitken (znanstvenik) (1839—1919), škotski fizik
- John Aitken (glasbeni založnik) (~1744—1831), škotsko-ameriški glasbeni založnik
- Johnny Aitken (1885—1918), ameriški avtomobilistični dirkač
- Laurel Aitken (1927—2005), kubansko-angleški ska glasbenik
- Robert Grant Aitken (1864—1951), ameriški astronom
- Russell Aitken (1910—2002), ameriški surrealistični kipar